# Cimitero Powązki
Il cimitero Powązki (in polacco: Cmentarz Powązkowski, a volte citato come Stare Powązki, "vecchio Powązki") è un grande e storico cimitero cattolico di Varsavia, in Polonia, situato nel quartiere di Wola, nella parte nord occidentale della città. Vi sono sepolti molti personaggi illustri della storia polacca, alcuni di essi lungo la Aleja Zasłużonych ("corso dei notabili"), stabilita nel 1925.
Il cimitero non è da confondere col più recente cimitero militare Powązki, che è situato a nord ovest del cimitero Powązki.

## Descrizione
Il cimitero Powązki fu creato il 4 novembre 1790, consacrato il 20 maggio 1792 e inizialmente occupava un'area di soli 2,5 ettari. Nello stesso anno fu costruita la chiesa di San Carlo Borromeo, progettata da Domenico Merlini.
Dopo poco altri cimiteri furono aperti nella stessa zona: quelli ebraico, calvinista, luterano, caucasico e tataro. Anche quello ortodosso si trova poco lontano.
Come molti degli antichi cimiteri europei, le lapidi del Powązki furono progettate dai più rinomati scultori dell'epoca, sia polacchi che stranieri. Alcuni dei monumenti sono eccellenti esempi di vari stili architettonici e artistici.
Vi sono sepolti, tra gli altri 
- Tekla Bądarzewska-Baranowska (1834-1861), compositrice
- Aleksander Bardini (1913 -.1995), attore, drammaturgo, regista
- Wojciech Bogusławski (1757-1829), scrittore, attore e regista
- Jan Gotlib Bloch (1836-1902), banchiere, imprenditore, filantropo, economista e attivista
- Jan Gawronski (1892-1983), diplomatico e scrittore
- Jan Kiepura (1902-1966), cantante e attore
- Krzysztof Kieślowski (1941-1996), regista
- Krzysztof Komeda (1931-1969), compositore jazz
- Witold Lutosławski (1913-1994), compositore
- Witold Małcużyński (1914-1977), pianista
- Antoni Malecki (1861-1935), vescovo
- Stefan Mazurkiewicz (1888-1945), cofondatore della Scuola di matematica di Varsavia
- Stanisław Moniuszko (1819-1872), compositore
- Bolesław Prus (1847-1912), giornalista e scrittore
- Kazimierz Pużak (1883-1950), politico polacco, esponente del partito socialista
- Władysław Reymont (1867-1925), scrittore, vincitore del premio Nobel
- Edward Rydz-Śmigły (1886-1941) politico, statista, Maresciallo di Polonia
- Wacław Sierpiński (1882-1969), matematico
- Władysław Skłodowski (1832-1902), scienziato
- Jerzy Skolimowski, canottiere e architetto
- Leon Suzin (1901-1976), architetto
- Henryk Wieniawski (1835-1870), compositore
- Stanisław Wojciechowski (1869-1953), presidente della Polonia
- Wojciech Żywny (1756-1842), primo insegnante di pianoforte di Fryderyk Chopin, compositore.

## Galleria d'immagini

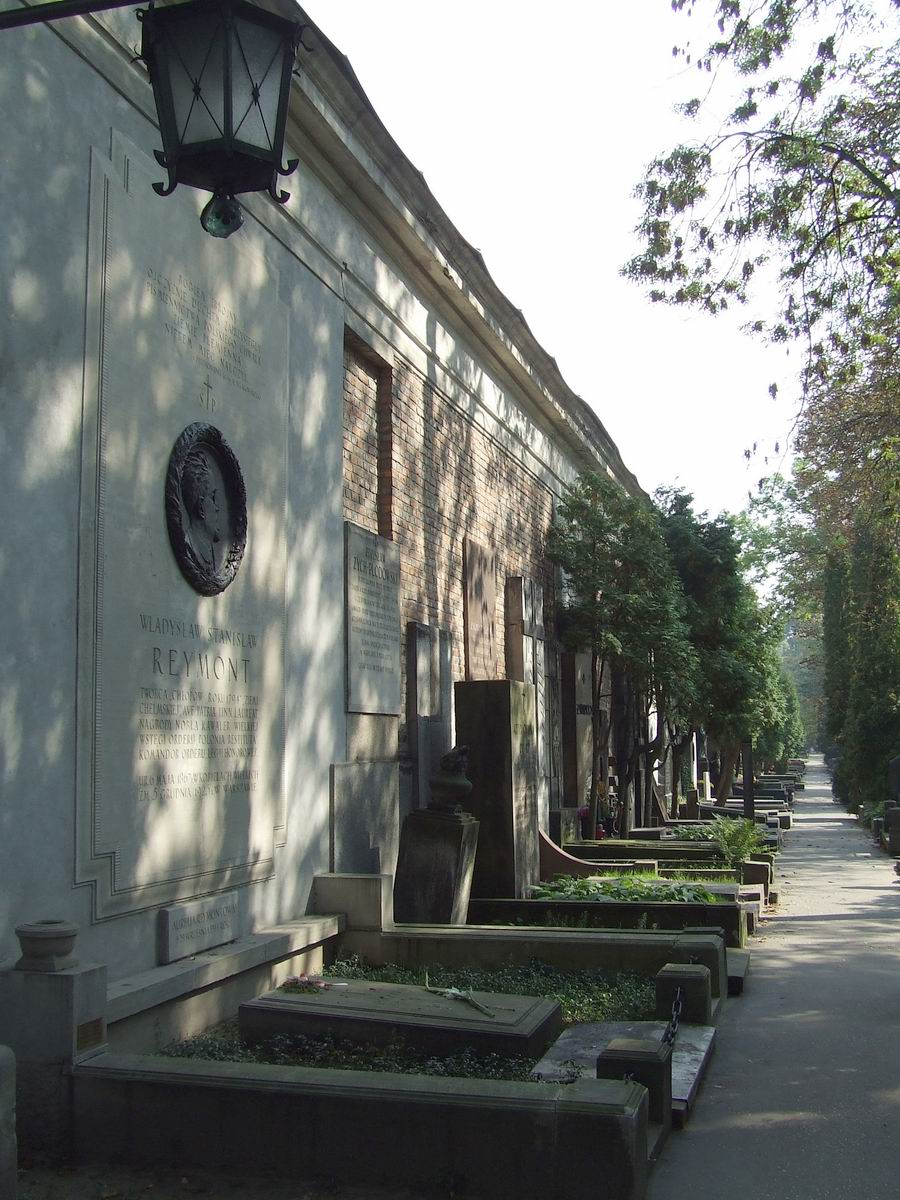
Aleja Zasłużonych
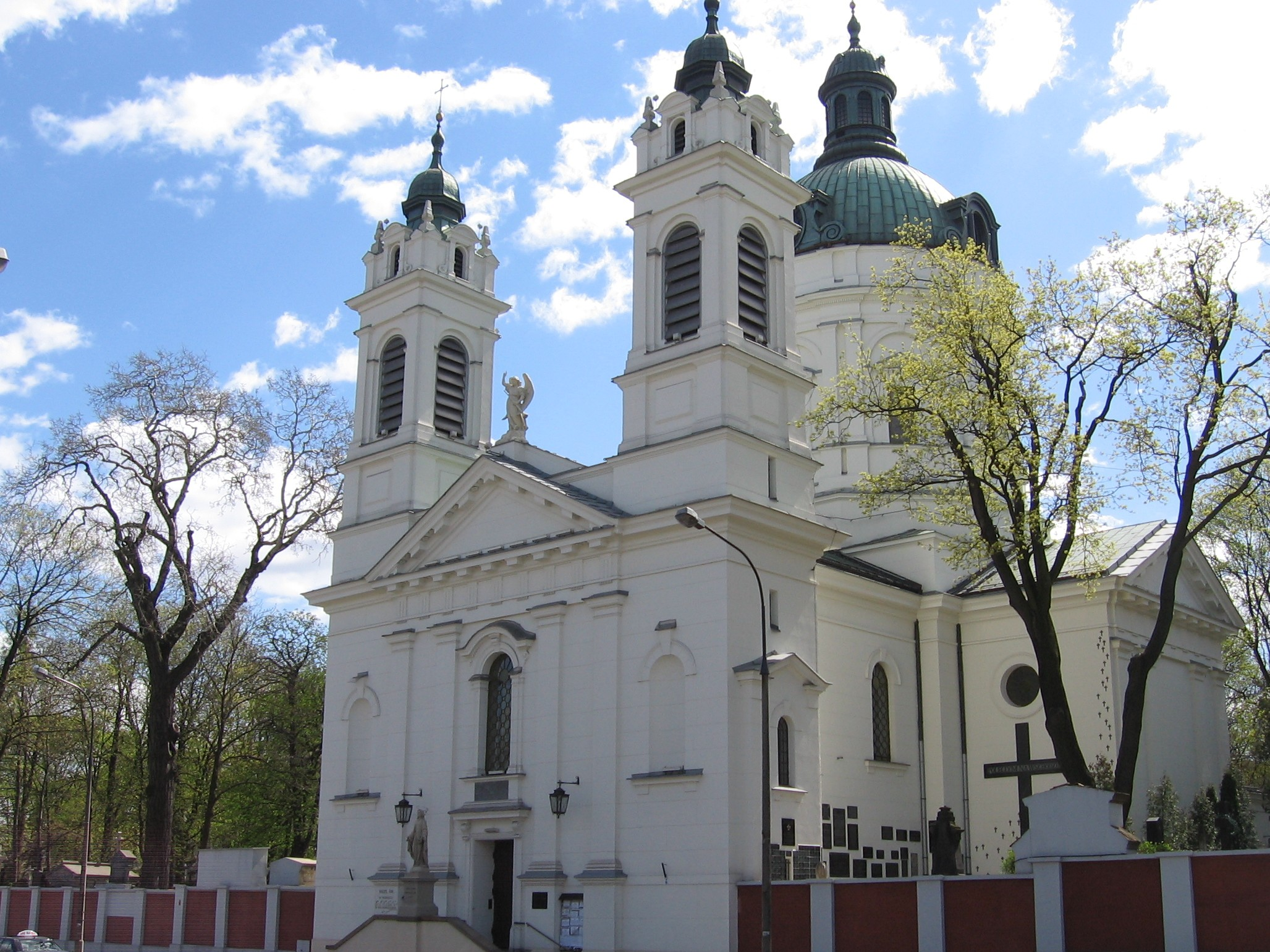
Chiesa di San Carlo Borromeo
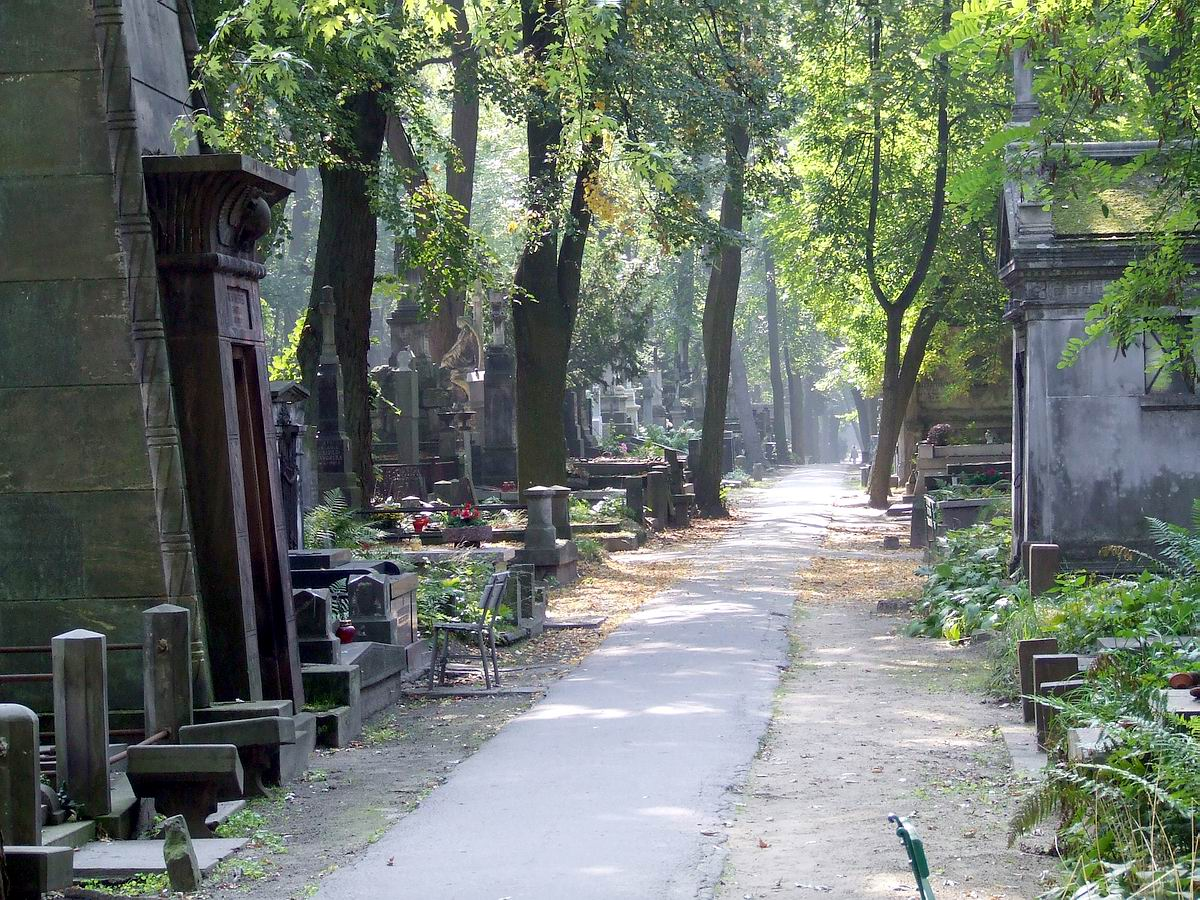
Uno scorcio
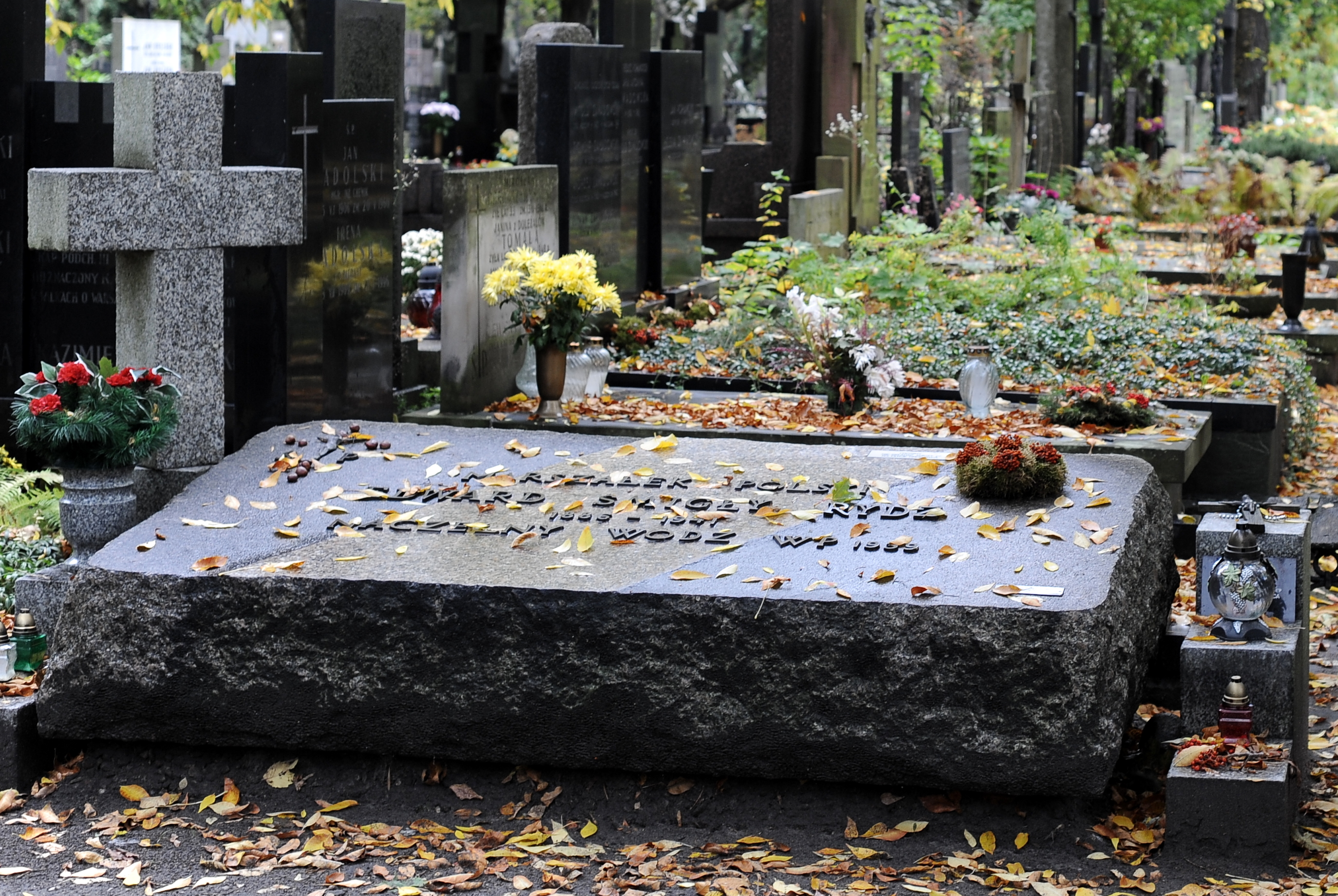
La tomba di Edward Rydz-Śmigły
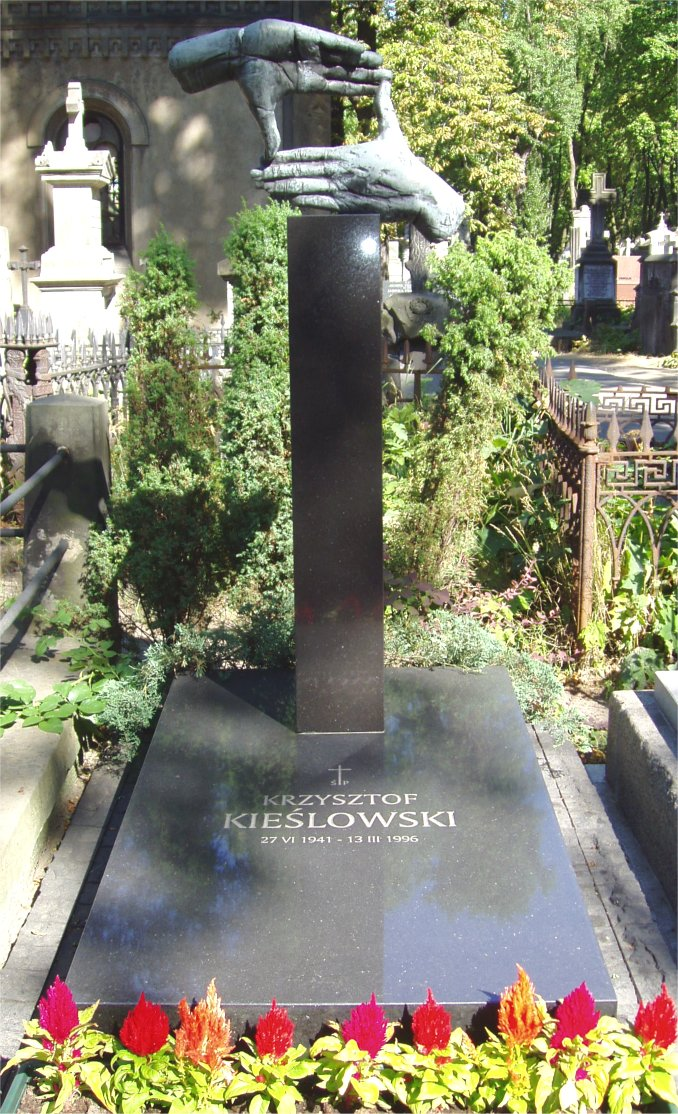
La tomba di Krzysztof Kieślowski